# Agelasa
Agelasa là một chi bọ cánh cứng trong họ Chrysomelidae.
Chi này được Motschulsky miêu tả khoa học năm 1860.

## Các loài
Chi này gồm các loài:
- Agelasa nigriceps Motschulsky, 1860